# Irae Simone
Pour les articles homonymes, voir Simone.

a Compétitions nationales et continentales officielles uniquement.

b Matchs officiels uniquement.
Dernière mise à jour le 25 février 2025.
Irae Simone, est né le 10 juillet 1995 à Auckland (Nouvelle-Zélande). C'est un joueur de rugby à XV international australien d'origine néo-zélandaise, évoluant au poste de centre. Il joue avec le club français de l'ASM Clermont en Top 14 depuis 2022.

## Biographie

### Jeunesse
Irae Simone naît et grandit à Auckland en Nouvelle-Zélande, au sein d'une famille d'origine samoane,. Son père, Laauli Simone, est un ancien joueur de rugby à XV, ayant évolué au poste de troisième ligne avec la province des Counties Manukau dans les années 1990. 
Simone est scolarisé à la Mount Albert Grammar School (en), où il pratique le rugby à XV et le rugby à XIII. Il côtoie alors le futur All Black Jack Goodhue, avec qui il associé au poste de centre au sein de l'équipe de l'établissement,. En 2012, il dispute avec son lycée le Sanix World Rugby Youth Tournament (en) au Japon, un tournoi rassemblant des lycées venus du monde entier, et s'apparentant à une Coupe du monde scolaire. À la même période, il est sélectionné avec la sélection scolaire néo-zélandaise de rugby à XIII.

### Passage à XIII (2013-2016)
Après avoir terminé sa scolarité, il décide de se consacrer au rugby à XIII, et émigre en Australie en 2013 pour s'engager avec le club des South Sydney Rabbitohs, évoluant en National Rugby League. Avec son nouveau club, il joue pendant deux saisons avec l'équipe des moins de 20 ans, disputant la National Youth Competition,. Joueur polyvalent (centre, arrière, ailier), il réalise de bonnes performances, et inscrit dix-neuf essais en trente-six matchs. En 2014, il dispute également le Auckland Nines (en), un tournoi de rugby à IX de présaison.
En 2016, il est promu avec l'effectif professionnel des Rabbitohs, et il est présent dans le groupe choisi pour disputer le prochain Auckland Nines,. Peu de temps après, il décide cependant de quitter le club et d'arrêter la pratique du XIII. En effet, Simone souffre alors d'une dépression, due à son environnement de travail au sein du club et à une série de blessures,. Il cite notamment le manque de retour sur ses performances, et le fait d'être constamment changé de poste, comme raisons à ce mal-être.

### Début de carrière à XV à Sydney (2016-2017)
Après avoir envisagé un retour en Nouvelle-Zélande, Irae Simone décide de changer de code, et tente sa chance en rugby à XV. Il rejoint alors le club de Northern Suburbs évoluant en Shute Shield, le championnat amateur de la région de Sydney. Avec sa nouvelle équipe, il s'impose immédiatement au poste de centre, et dispute vingt-et-une rencontres. Il participe alors à la bonne saison de son club, et lui permet de remporter le championnat pour la première fois depuis quarante-et-un ans,. Grâce à ses qualités individuelles, combinant vitesse, puissance et technique, il est alors considéré comme un des meilleurs joueurs du championnat,. Ces performances font qu'il est élu meilleur joueur débutant du championnat,.
À la suite de sa saison avec Northern Suburbs, il rejoint l'équipe professionnelle des Sydney Rays pour disputer la saison 2016 de National Rugby Championship,. Il effectue alors une nouvelle bonne saison, et dispute huit rencontres, inscrivant au passage quatre essais. Il est nommé meilleur joueur du championnat,.
Toujours en 2016, il est recruté par la franchise des Waratahs, basée à Sydney, pour disputer la saison 2017 de Super Rugby,. Il a la lourde tâche de remplacer Kurtley Beale, parti jouer en Angleterre,. Il joue son premier match de Super Rugby le 25 février 2017 contre la Western Force. Il est titulaire au poste de premier centre lors des quatre premières rencontres de la saison, avant de perdre sa place au profit de David Horwitz (en) pour le restant de la saison. Il dispute alors un total de dix rencontres, dont quatre titularisations.
En 2018, il ne joue pas la moindre rencontre avec les Waratahs, à cause du retour de Beale, qui est titulaire au centre pour l'intégralité de la saison,. Après cette saison blanche, il n'est pas conservé par les Waratahs.

### Affirmation à Canberra et débuts internationaux (2018-2022)
Libre de tout engagement, il signe un contrat d'une saison avec la franchise des Brumbies, basée à Canberra, pour la 2019. Il compense alors le départ de Kyle Godwin au Connacht. Avant de débuter avec les Brumbies, il dispute la saison 2018 de NRC avec les Canberra Vikings. Avec les Brumbies, il est auteur de bonnes performances, et s'impose rapidement comme le titulaire au poste de premier centre. En conséquence, son contrat est prolongé pour une saison supplémentaire,.
En 2019, il termine deuxième du NRC avec les Canberra Vikings, après une défaite en finale face à la Western Force.
Il poursuit sur sa lancée lors de la saison 2020 de Super Rugby, puis lors du Super Rugby Australia, et il est désormais considéré comme l'un des meilleurs joueurs au poste de centre du pays,. Il fait partie de l'équipe qui remporte le Super Rugby Australia, après une finale gagnée face aux Queensland Reds,. Il voit également son contrat être prolongé pour deux saisons supplémentaire, soit jusqu'en 2022.
Grâce à sa bonne saison avec les Brumbies, il est sélectionné pour la première fois avec les Wallabies en septembre 2020 par le sélectionneur Dave Rennie pour préparer le Tri-nations 2020. Il obtient sa première cape internationale le 31 octobre 2020 à l’occasion d’un match contre l'équipe de Nouvelle-Zélande à Sydney,.
En 2021, son équipe atteint une nouvelle fois la finale du Super Rugby AU où, à l'issue d'une affiche identique à l'année précédente, son équipe s'incline et termine deuxième de la compétition.
Lors de la saison 2022, il effectue une nouvelle saison de qualité avec son équipe, qu'il mène jusqu'en demi-finale de la compétition,. Toutefois, cette quatrième saison avec les Brumbies se trouve être la dernière, puisqu'il est annoncé qu'il quitte la franchise au terme de son contrat pour rejoindre le club français de l'ASM Clermont,.
Avant son départ pour la France, il est rappelé en sélection nationale en juillet 2022, après deux ans d'absence, afin de préparer le Rugby Championship. Il ne joue qu'une seule rencontre, comme remplaçant, lors du tournoi.

### Exil en France à Clermont (depuis 2022)
L'arrivée d'Irae Simone à Clermont est officialisée en juin 2022, pour une durée de contrat de deux saisons. Son recrutement par le club auvergnat fait suite au départ de Tani Vili à Bordeaux Bègles, et à la retraite sportive de l'emblématique Wesley Fofana. Il arrive en France au milieu du mois d'août 2022. Il joue son premier match avec le club auvergnat le 3 septembre 2022 contre le Stade français.
Peu de temps avant le début de la saison 2023-2024, il est nommé capitaine du club clermontois par son entraineur Christophe Urios,.

## Palmarès

### En club
- Finaliste du National Rugby Championship en 2019 avec les Canberra Vikings.
- Vainqueur du Super Rugby AU en 2020 avec les Brumbies.
- Finaliste du Super Rugby AU en 2021 avec les Brumbies.

## Statistiques
Au 19 janvier 2023, Irae Simone compte 3 capes en équipe d'Australie, dont une en tant que titulaire, depuis le 31 octobre 2020 contre l'équipe de Nouvelle-Zélande à Sydney.
Il participe à deux éditions du Rugby Championship, en 2020 et 2022. Il dispute trois rencontres dans cette compétition.